# Philadelphia Union 2020
Questa voce raccoglie le informazioni riguardanti il Philadelphia Union nelle competizioni ufficiali della stagione 2020.

## Stagione
Per la stagione 2020, la squadra è guidata per il settimo anno da Jim Curtin. La stagione è segnata da una lunga interruzione dovuta alla pandemia di COVID-19, culminata con il primo posto in classifica generale e con la vittoria del primo titolo nella storia del club.
Gli Union avrebbero dovuto partecipare anche alle edizioni 2020 della League Cup e della US Open Cup, competizioni entrambi annullate a causa della pandemia.

## Maglie e sponsor
Lo sponsor tecnico è Adidas e il main sponsor Grupo Bimbo.
| Casa | Trasferta |

## Organigramma societario

### Staff tecnico
Di seguito lo staff tecnico del Philadelphia Union aggiornato al 30 aprile 2020.
- Ernst Tanner - Direttore sportivo
- Jim Curtin - Allenatore
- Pat Noonan - Allenatore in seconda
- Dave McKay - Allenatore in seconda
- Frank Leicht - Allenatore in seconda
- Phil Wheddon - Allenatore dei portieri

## Rosa
| N. |                        | Ruolo | Calciatore                  |
| -- | ---------------------- | ----- | --------------------------- |
| 1  | Stati Uniti (bandiera) | P     | Matt Freese                 |
| 2  | Guyana (bandiera)      | C     | Warren Creavalle            |
| 3  | Inghilterra (bandiera) | D     | Jack Elliott                |
| 4  | Stati Uniti (bandiera) | D     | Mark McKenzie               |
| 5  | Norvegia (bandiera)    | D     | Jakob Glesnes               |
| 7  | Stati Uniti (bandiera) | A     | Andrew Wooten               |
| 8  | Venezuela (bandiera)   | C     | José Martínez               |
| 10 | Capo Verde (bandiera)  | C     | Jamiro Monteiro             |
| 11 | Stati Uniti (bandiera) | C     | Alejandro Bedoya (capitano) |
| 12 | Stati Uniti (bandiera) | P     | Joe Bendik                  |
| 14 | Stati Uniti (bandiera) | C     | Jack de Vries               |
| 15 | Camerun (bandiera)     | D     | Olivier Mbaizo              |
| 17 | Brasile (bandiera)     | A     | Sergio Santos               |

| N. |                         | Ruolo | Calciatore       |
| -- | ----------------------- | ----- | ---------------- |
| 18 | Giamaica (bandiera)     | P     | Andre Blake      |
| 20 | RD del Congo (bandiera) | P     | Michee Ngalina   |
| 21 | Stati Uniti (bandiera)  | C     | Anthony Fontana  |
| 22 | Stati Uniti (bandiera)  | C     | Brenden Aaronson |
| 23 | Polonia (bandiera)      | A     | Kacper Przybyłko |
| 24 | Slovacchia (bandiera)   | C     | Matej Oravec     |
| 25 | Brasile (bandiera)      | C     | Ilsinho          |
| 27 | Germania (bandiera)     | A     | Kai Wagner       |
| 28 | Stati Uniti (bandiera)  | D     | Ray Gaddis       |
| 29 | Stati Uniti (bandiera)  | P     | Jake McGuire     |
| 32 | Stati Uniti (bandiera)  | D     | Matthew Real     |
| 78 | Francia (bandiera)      | D     | Aurélien Collin  |